# Moto Monte
Moto Monte is een klein historisch Frans motorfietsmerk dat in 1932 werd opgericht en 98 cc tweetaktjes maakte.